# Górniczka
Górniczka (ros. Шахтёрка) – obraz olejny Nikołaja Kasatkina, namalowany w 1894.

## Okoliczności powstania
Nikołaj Kasatkin należał do grupy malarzy rosyjskich, którzy za główny cel swojej twórczości artystycznej obrali ukazywanie położenia ludu, zwłaszcza robotników i chłopów (do grupy tej zaliczani są również Abram Archipow, Konstantin Korowin czy Siergiej Iwanow). W celu bardziej realistycznego ukazania rosyjskich robotników, ich warunków życia i pracy Kasatkin odbył w 1892 podróż do Zagłębia Donieckiego, gdzie dynamicznie rozwijał się przemysł związany z wydobyciem węgla. Owocem podróży była seria obrazów ukazujących górników w domach, przy pracy oraz na pozowanych portretach. Jednym z nich jest niewielkiego formatu studium-wizerunek pracującej w kopalni młodej kobiety, zatytułowany Górniczka.

## Opis
Bohaterka obrazu stoi zwrócona twarzą do widza, w prostym stroju noszonym do pracy, z workiem przerzuconym przez prawe ramię. Lewą rękę opiera na biodrze, co nadaje jej postaci pewność siebie i wewnętrzną siłę. Wrażenie to podnosi jeszcze wyraz twarzy kobiety, na której nie ma smutku ani niezadowolenia z wykonywanej pracy. Kasatkin sugeruje jednak, że górniczka żyje w ubóstwie, a jej zajęcie jest niebezpieczne i trudne poprzez dobór kolorystyki obrazu – kobieta ubrana jest w szary strój, pasujący kolorystycznie do ziemi, na której stoi, i do barw budynków umieszczonych przez artystę w tle, zwłaszcza ciemnych zabudowań i kominów kopalni. Szkicowo ukazane, nakreślone ciemnymi barwami budynki kopalni pozostają w wyraźnym kontraście ze zdecydowanym, pełnym wewnętrznego optymizmu wyrazem twarzy górniczki.